# BSG Motor Friedrichshain
Die BSG Motor Friedrichshain war in eine Betriebssportgemeinschaft in Berlin. Trägerbetrieb war der VEB Berliner Bremsenwerk, der nach dem Zweiten Weltkrieg aus der Knorr-Bremse AG hervorgegangen war.

## Geschichte
Ab Herbst 1948 wurden in der Sowjetischen Besatzungszone und in Ost-Berlin Betriebssportgemeinschaften gebildet. In Trägerschaft des Berliner Bremsenwerks entstand dabei auch die BSG Voran. Nach der Gründung von Sportvereinigungen in der DDR im Jahre 1950 erhielten alle Betriebssportgemeinschaften einheitliche Namen. Die Betriebssportgemeinschaften der metallverarbeitenden Industrie, so auch die des Berliner Bremsenwerks, erhielten den Namen Motor. Die BSG Motor Friedrichshain bestand bis zu ihrer Auflösung im Jahre 1990.

## Fußball
Im Sommer 1950 wurde die BSG Voran Sieger in ihrer Berliner Qualifikationsgruppe für den FDGB-Pokal. In der anschließenden 1. Hauptrunde des FDGB-Pokals konnte am 5. August 1950 die BSG Aufbau Klosterfelde auf deren Platz mit 5:3 ausgeschaltet werden. In der 2. Pokalhauptrunde schied die BSG, nunmehr in der Presse bereits Motor Friedrichshain genannt, gegen die BSG Eisenhüttenwerk Thale auf eigenem Platz mit 1:9 aus. In der Folgezeit kam Motor Friedrichshain nie über den unterklassigen Berliner Lokalfußball hinaus.

## Rudern
Seit dem Herbst 1949 besaß die BSG Voran eine Rudersportsektion. Insbesondere die Ruderinnen der Sektion konnten zu Beginn der 1950er Jahre bedeutende Erfolge für Motor Friedrichshain erringen:
- Der Doppelvierer mit Steuerfrau wurde 1950 und 1951 DDR-Meister.[6]
- Marianne Köhler wurde 1951 und 1952 DDR-Meisterin im Einer.[7]
- Der Doppelzweier wurde 1951 und 1952 DDR-Meister.[8]
- Der Leichtgewichts-Doppelvierer mit Steuerfrau wurde 1952 DDR-Meister.[9]

Die Rudersektion von Motor Friedrichshain wechselte 1953 in die BSG Motor Wendenschloß, deren Trägerbetrieb der VEB Funkwerk Köpenick war.

## Sonstiges
Die BSG Motor Friedrichshain ist nicht zu verwechseln mit den Betriebssportgemeinschaften Motor Friedrichshain-Ost und Motor Friedrichshain-Süd, die andere Trägerbetriebe besaßen.